# آویدیا (بودیسم)
آویدیا (انگلیسی: Avidyā)، مفهومی بودایی است که بیانگر اسارت، ناآگاهی و نادانی انسان است. که به چهار گونه متجلی می‌گردد.

## چهار گونه نادانی
1. ندانستن رنج.
2. ندانستن مبدأ رنج.
3. ندانستن این که این رنج باید خاموش شود.
4. ندانستن وسائلی که منجر به فرونشاندن این رنج می‌شوند.

## چهار حقیقت شریف بودائی
در کیش بودا هیچ امری ثابت نیست و همه چیز در تغییر و تبدیل است و چون متغیر و متحول است، پس رنج و درد فراوان دربردارد و این اساس تعلیمات بودا است. چهار قسم نادانی که به آن اشاره شد در برابر چهار حقیقت شریف بودائی قرار دارند:
1. دانستن رنج جهانی.
2. دانستن علت پیدایش این رنج.
3. دانستن این که این رنج باید فرونشیند.
4. دانستن وسائلی که به کمک آن این رنج عالمگیر فرومی‌نشیند.

## ده عنصرذهنی
ده عنصر ذهنی که از نادانی و گمراهی (Avidyā) سر چشمه می‌گیرند و بایستی آنان را از راه معرفت و فرزانگی در هم شکست:
1. غضب، تند خوئی، خشم (krodha)
2. ریا کاری و دو روئی (marksa)
3. حسرت (matsarya)
4. حسادت و آز (Īrṣyā)
5. پشتیبانی از کردار ناپسند (pradata)
6. ظلم به دیگران (vihimsa)
7. پیمان‌شکنی (upanaha)
8. تزویر (maya)
9. حیله، اغفال (catya)

۱۰- خودگرائی و خودپسندی (mada)

## رنج
علت اصلی دلبستگی‌های انسان چیست که باعث باز زایش شده و کرمه ای دیگر را ایجاد می‌کند و آدمی را به رنج مبتلا می‌سازد در نظریهٔ دوازده زنجیر علّی بیان گردیده‌است:
1. در آغاز نادانی (Avidyā) است
2. از نادانی صورت‌ها برمی‌خیزد
3. از صورت دانستگی برمی‌خیزد
4. از دانستگی نام و شکل
5. از نام و شکل شش بنیاد حس
6. از شش بنیاد حس تماس
7. از تماس، احساس
8. از احساس تشنگی
9. از تشنگی، دلبستگی
10. از دلبستگی، وجود یا شدن
11. از وجود، تولد
12. و از تولد، پیری و مرگ و رنج برمی‌خیزد

و این زنجیره مکرراً تکرار می‌گردد، با نادانی آغاز شده و با رنج همراه می‌گردد و دوباره کرمه ای جدید و تولدی دوباره می‌سازد. مجموع این فرایند و تکرار سمساره خوانده می‌شود.

## برای مطالعهٔ بیشتر
https://haftasman.urd.ac.ir/article_68244.html - کرمه و سمساره در آیین جینه